# Marocche di Dro
Marocche di Dro este o arie protejată (arie specială de conservare — SAC, sit de importanță comunitară — SCI) din Italia întinsă pe o suprafață de 251 ha, integral pe uscat.

## Localizare
Centrul sitului Marocche di Dro este situat la coordonatele 45°59′10″N 10°56′14″E / 45.986111°N 10.937222°E.

## Înființare
Situl Marocche di Dro a fost declarat sit de importanță comunitară în iunie 1995 pentru a proteja 17 specii de animale. Situl a fost protejat și ca arie specială de conservare în martie 2014.

## Biodiversitate
Situată în ecoregiunea alpină, aria protejată conține 5 habitate naturale: Pajiști carstice calcaroase sau bazofile, de Alysso-Sedion albi, Mlaștini calcaroase cu Cladium mariscus și specii de Caricion davallianae, Pante stâncoase calcaroase cu vegetație casmofită, Pajiști uscate seminaturale și facies de acoperire cu tufișuri pe substraturi calcaroase (Festuco-Brometalia) (* situri importante pentru orhidee), Grohotișuri termofile și vest-mediteraneene.
La baza desemnării sitului se află mai multe specii protejate:
- păsări (16): caprimulg (Caprimulgus europaeus), șerpar (Circaetus gallicus), lăstun de casă (Delichon urbicum), presură de grădină (Emberiza hortulana), muscar negru (Ficedula hypoleuca), frunzăriță galbenă (Hippolais icterina), rândunică (Hirundo rustica), capîntortură (Jynx torquilla), gaia neagră (Milvus migrans), mierlă de piatră (Monticola saxatilis), mierlă albastră (Monticola solitarius), muscar sur (Muscicapa striata), pietrar mediteranean (Oenanthe hispanica), viespar (Pernis apivorus), pitulice de munte (Phylloscopus bonelli), silvie de câmp (Sylvia communis)
- nevertebrate (1): Euplagia quadripunctaria

Pe lângă speciile protejate, pe teritoriul sitului au mai fost identificate 12 specii de plante, 3 specii de amfibieni, 9 specii de mamifere, 1 specie de nevertebrate, 5 specii de reptile.